# Surendra Kumar Kataria
Surendra Kumar Kataria je bivši indijski košarkaš. Nastupao je za Indiju na brojnim međunarodnim natjecanjima.
Za svoje doprinose Indiji u ovom športu je 1973. dobio nagradu Arjuna. 
Rodio se u državi Radžastan. Igrao je za Indian Railways u nacionalnim natjecanjima.